# رابرت جیمز والر
رابرت جیمز والر (انگلیسی: Robert James Waller؛ ۱ اوت ۱۹۳۹ - ۱۰ مارس ۲۰۱۷) نویسنده، موسیقی‌دان و عکاس اهل ایالات متحده آمریکا بود. او با نوشتنِ رمان پرفروشِ پل‌های مدیسون کانتی در سال ۱۹۹۳ مشهور شد. رمانی که دو سال بعد با فیلمی به همین نام به کارگردانی کلینت ایستوود به سینمای هالیوود آمد و به همین خاطر شهرتش بیشتر شد.